# Waldorf-Astoria
Pour les articles homonymes, voir Waldorf, Astoria et hôtel Astoria.
Le Waldorf-Astoria est un hôtel situé à New York, aux États-Unis, mondialement connu, notamment pour ses expositions d'art. C'est un gratte-ciel de style Art déco de 47 étages, soit 191 mètres. Il est situé à Manhattan, sur Park Avenue.

## Histoire

### Depuis 1931

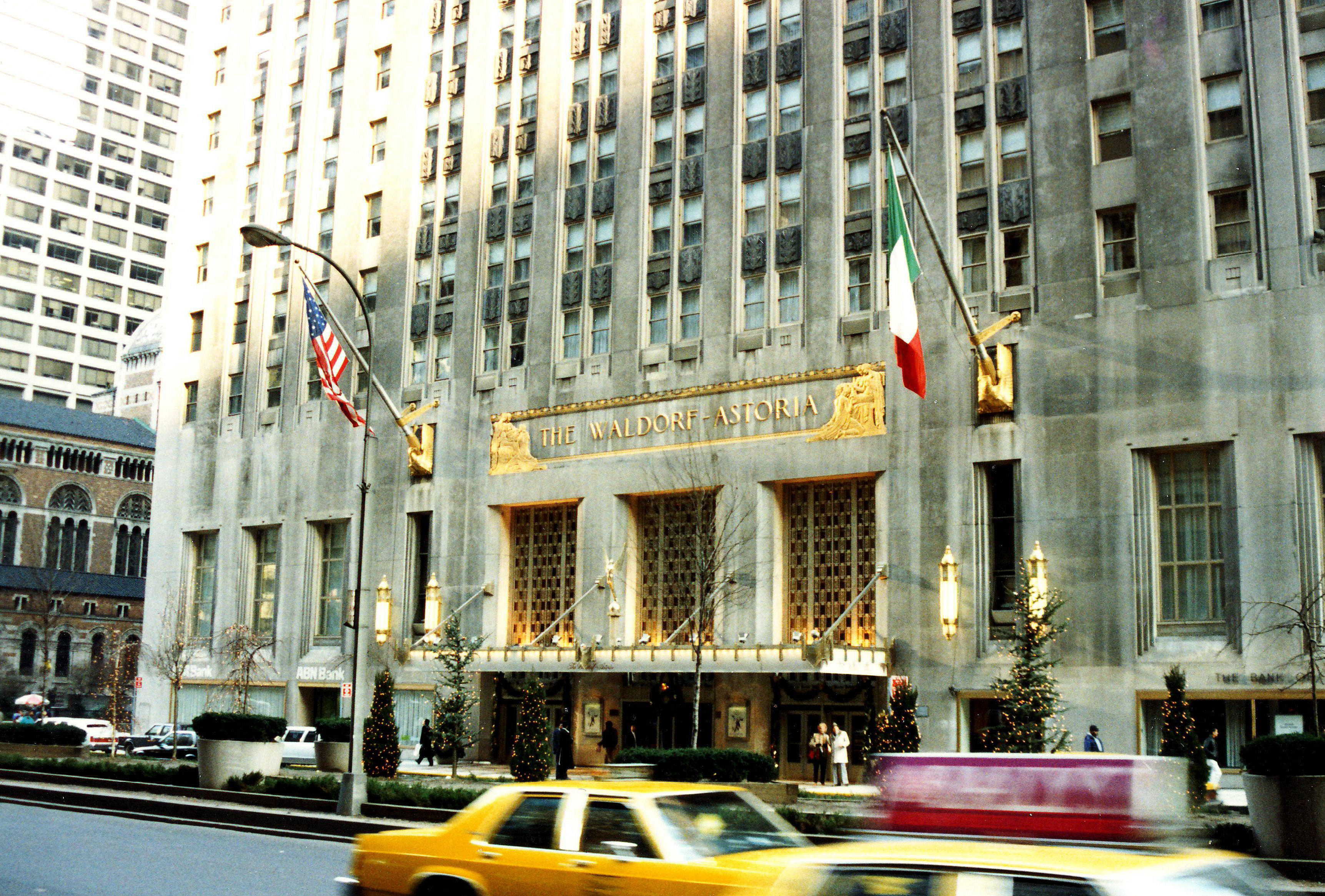
Entrée de l'hôtel.

L'hôtel Waldorf-Astoria fait partie de la chaîne d'hôtels Waldorf-Astoria Collection, qui appartiennent au groupe hôtelier Hilton Hotels & Resorts.
Ce gratte-ciel date de 1931. Ses architectes étaient le cabinet Schultze & Weaver. Le nom de cet hôtel est une référence à William Waldorf Astor (1848-1919).
Une magnifique pendule (qui sonne) est située au centre du hall de réception.
Le groupe hôtelier Hilton a pour projet la construction d'autres hôtels appelés Waldorf-Astoria en Floride, dans le Walt Disney World Resort et en Californie, à Beverly Hills.
Les Américains surnomment ce gratte-ciel le Hyphen en référence au trait d'union (hyphen en anglais) du nom composé de ce gratte-ciel.
L'hôtel est un palace disposant de services et suites de premier ordre. Parmi les très nombreuses chambres, on peut aussi trouver de toutes petites pièces donnant sur des arrière-cours peu engageantes.
Le Waldorf-Astoria est situé juste au-dessus de la « Track 61 », un quai de gare privé relié au reste du réseau de métro de New York et qui permet d'accéder en toute discrétion à l'hôtel. Le quai en est construit dans les années 1930 afin de cacher à la population que le président Franklin D. Roosevelt se déplace en fauteuil roulant. Le train utilisé par l'ancien président est d'ailleurs toujours situé sous l'hôtel.
Depuis 1954, l'International Debutante Ball se tient tous les deux ans à l'hôtel Waldorf Astoria.
En octobre 2014, le groupe Hilton vend l'hôtel Waldorf-Astoria à une compagnie d'assurance chinoise pour 1,95 milliard de dollars, Hilton continuant de gérer l'hôtel.
En mars 2017, la société chinoise détentrice de l'hôtel annonce sa volonté de mener des travaux dans l'hôtel, pour une durée de deux à trois ans. À l'issue de ces travaux, la structure hôtelière devrait être considérablement réduite et la majorité du bâtiment convertie en appartements de luxe.
Le chantier de rénovation va finalement durer huit ans et c’est en 2025 que l’hôtel rouvre ses portes.

### Ancien Waldorf-Astoria
Le Waldorf-Astoria actuel est en fait le deuxième immeuble à porter ce nom.
Le journaliste français Jules Huret résidant dans l'ancien hôtel résumait son impression ainsi :

« Ce Waldorf-Astoria est l'une de ces institutions colossales que l'on ne voit qu'en Amérique. C'est un monstre qui vaut d'être dépeint. »

En 1893, William Waldorf Astor, pour contrarier sa tante Caroline Schermerhorn Astor, véritable arbitre de la haute société new-yorkaise, fit démolir son château sur la Cinquième Avenue, pour construire à la place le Waldorf Hotel. En réponse à celui-ci, Caroline Astor autorisa son fils, John Jacob Astor, à détruire sa demeure voisine et à engager l'architecte du Waldorf, Henry Janeway Hardenbergh, pour réaliser l'Astoria Hotel (1897). Quand les querelles familiales cessèrent, on relia les deux édifices par un couloir pour former le Waldorf-Astoria.
L’entrée sur Park Avenue s’appelait the Ladies Lobby (entrée des Dames) et le bar Peacock Alley (allée des Paons) rappelle une promenade, où paradaient les élégantes, d’une centaine de mètres de long qui reliait l’hôtel Waldorf, à The Astor. Ces deux hôtels furent détruits en 1929 et remplacés par l'Empire State Building, construit en 1931.

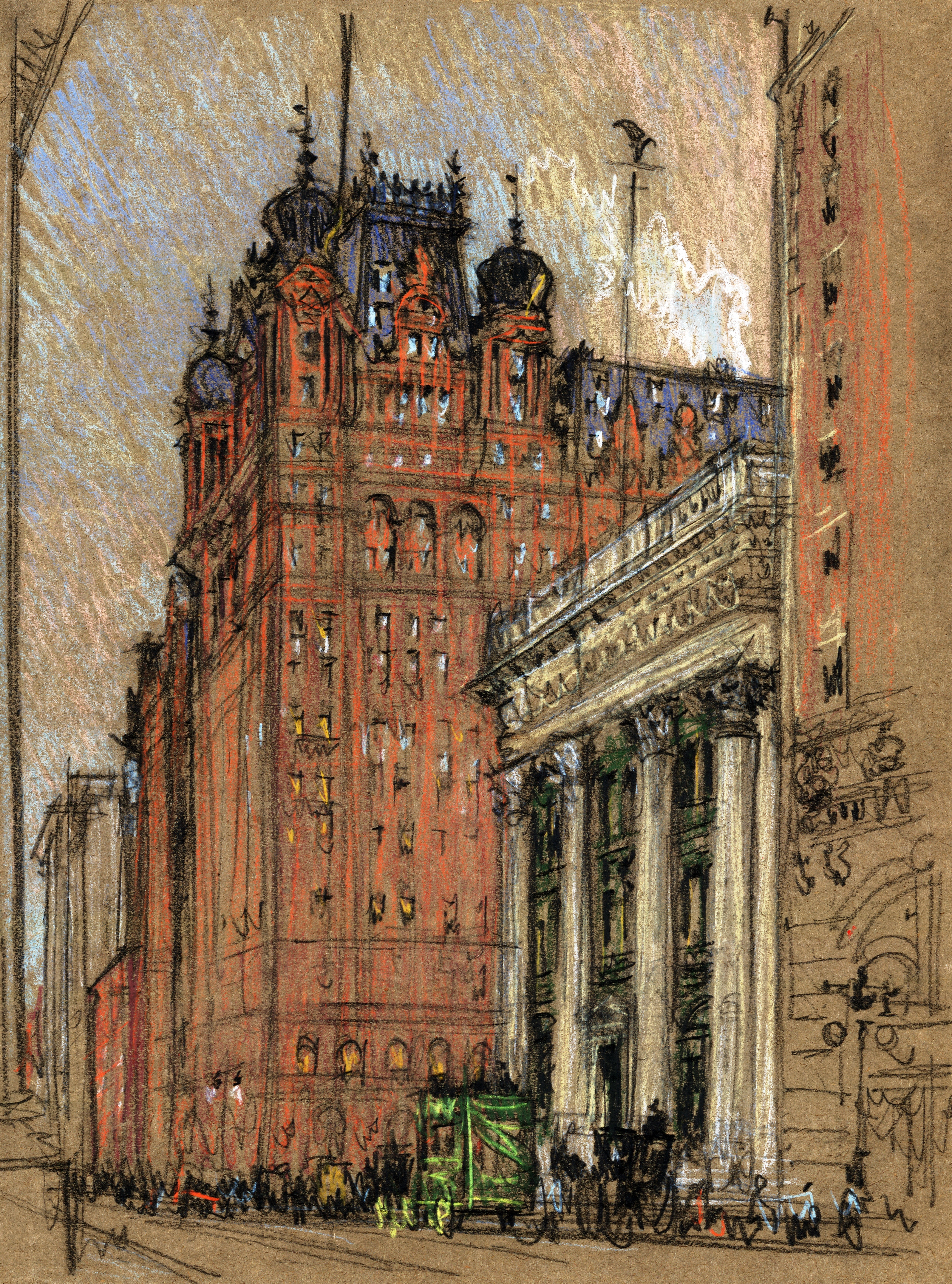
L'ancien Waldorf-Astoria en 1904-1908.
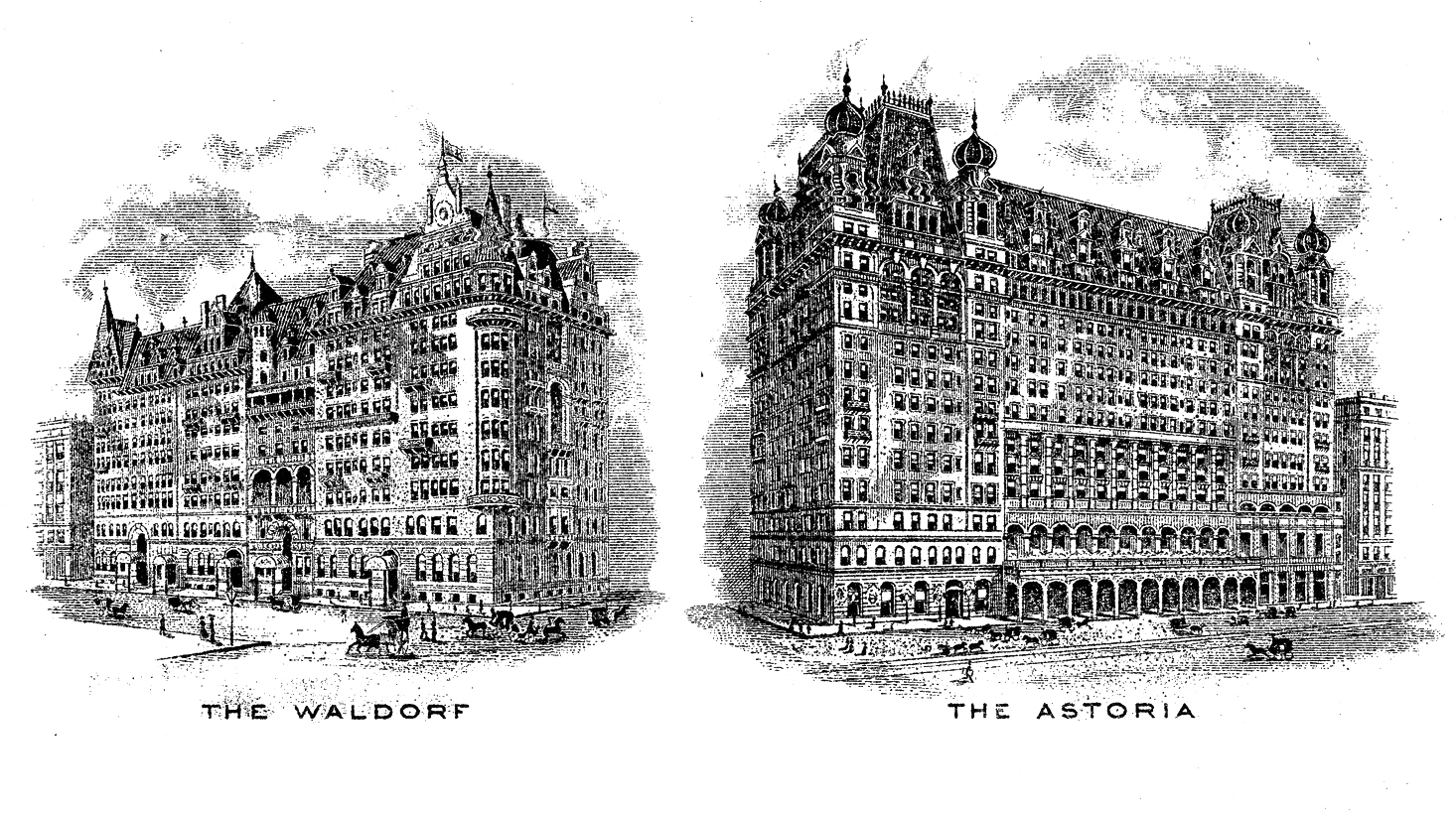
Vignettes gravées des hôtels séparés (vers 1897).
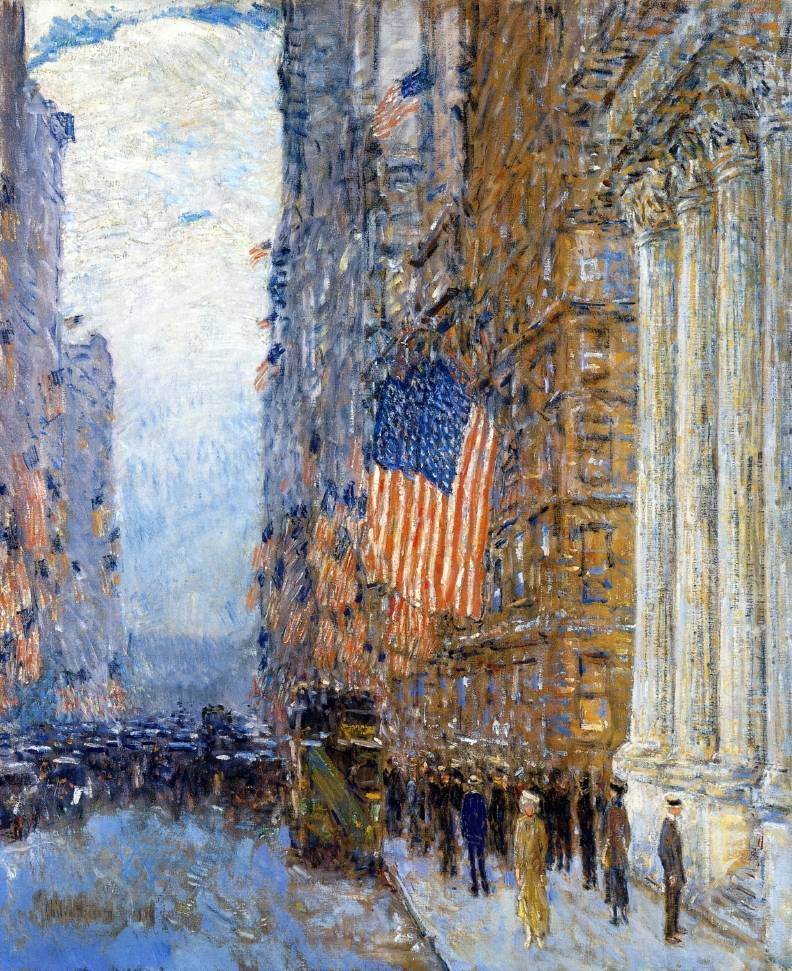
L'ancien Waldorf en 1916 peint par Childe Hassam.

## Dans la culture populaire
- L'hôtel apparaît dans les jeux vidéos Grand Theft Auto IV et Grand Theft Auto: Chinatown Wars sous le nom de Nicoise Hotel.
- L'hôtel apparaît dans le film américain Un prince à New York (Coming to America).
- L'hôtel est cité dans la chanson de Michel Sardou Elle en aura besoin plus tard
- L'hôtel est également cité dans la chanson de Serge Gainsbourg New York USA.
- L'hôtel est également cité dans la chanson de Jean-Pierre Ferland, Ma chambre, chantée par Céline Dion.
- L’hôtel est cité dans la sérié américaine Gossip Girl.
- L'hôtel est cité comme logement de Gregor dans le roman Des éclairs de Jean Echenoz, fiction basée sur la vie de Nikola Tesla.
- L'hôtel est cité dans la chanson de Green Montana sur le titre éponyme Waldorf Astoria[6]
- L'Adonis est un cocktail créé au milieu des années 1880 au Waldorf-Astoria[7].
- Le premier Waldorf-Astoria est mentionné dans le premier épisode de la série Winter palace.